# Едвін Вільяфуерте
Едвін Альберто Вільяфуерте Послігуа (ісп. Edwin Alberto Villafuerte Posligua, нар. 12 березня 1979, Гуаякіль, Еквадор) — колишній еквадорський футболіст, що грав на позиції воротаря. Виступав за національну збірну Еквадору.

## Клубна кар'єра
У дорослому футболі дебютував 1997 року виступами за команду клубу «Барселона» (Гуаякіль), в якій провів вісім сезонів.
Згодом з 2006 по 2012 рік грав у складі команд клубів «Депортіво Кіто», «Барселона» (Гуаякіль), «Ольмедо», «Текніко Універсітаріо», ЕСПОЛІ, «Атлетіко Аудас Макала» та «Депортіво Перейра».
Завершив професійну ігрову кар'єру в клубі «Депортіво Кеведо», за команду якого виступав протягом у сезоні 2013.

## Виступи за збірну
2004 року дебютував в офіційних матчах у складі національної збірної Еквадору. Протягом кар'єри у національній команді, яка тривала чотири роки, провів у формі головної команди країни п'ятнадцять матчів.
У складі збірної був учасником чемпіонату світу 2006 року у Німеччині.